# Chuyến bay 904 của Lion Air
Chuyến bay 904 của Lion Air 904 (JT 904, LNI 904) là một chuyến bay chở khách trong nước theo lịch trình trên máy bay PK-LKS, một chiếc Boeing 737-8GP vận hành bởi Lion Air bay giữa Bandung và Denpasar, Indonesia. Ngày 13 tháng 4 năm 2013, vào khoảng 03:00 (07:00 GMT), chiếc máy bay hạ cánh khẩn cấp vào một biển ven bờ cạn, cự ly 0,6 hải lý (1,1 km) so với đê chắn sóng bảo vệ ngưỡng đường băng 9, trong khi cố gắng hạ cánh tại Denpasar. Thân máy bay của máy bay bị gãy đôi thành hai phần. Có 101 hành khách và 7 thành viên phi hành đoàn trên máy bay. Tổng cộng có 22 người bị thương trong vụ tai nạn, tuy nhiên không có trường hợp tử vong nào. Ban đầu, cơ quan chức năng cho rằng máy bay bị trượt quá đường băng trước khi lao xuống biển. Tuy nhiên, phát ngôn viên của Lion Air - Edward Sirait - khẳng định máy bay chưa kịp tới đường băng đã đập thẳng bụng xuống mặt biển. Thời điểm xảy ra tai nạn trời nhiều mây và có mưa. 
Chiếc máy bay này có số đuôi PK-LKS, là một chiếc Boeing 737-8GP mới được chuyển từ Malindo Air sang cho Lion Air.